# ایدی سجویک
ایدی سجویک (انگلیسی: Edie Sedgwick؛ ۲۰ آوریل ۱۹۴۳ – ۱۶ نوامبر ۱۹۷۱) یک هنرپیشه اهل ایالات متحده آمریکا بود. وی بین سال‌های ۱۹۶۵ تا ۱۹۷۱ میلادی فعالیت می‌کرد.